# Семья Перес (фильм)
«Семья Перес» (англ. The Perez Family) — американский художественный фильм 1995 года , романтическая кинокомедия, снятая режиссёром Мирой Наир.
Сценарий для фильма написан Робин Свайкорд на основе романа 1991 года «Семья Перес» (англ. The Perez Family, ISBN 0-06-097401-X) писательницы Кристины Белл.
Фильм рассказывает о группе кубинских беженцев, которым для того, чтобы остаться в США, приходится стать единой семьёй.
Главные роли в этом фильме исполнили Мариса Томей, Альфред Молина, Анжелика Хьюстон, Чезз Палминтери и другие известные артисты. Премьера фильма состоялась 12 мая 1995 года в США.

## Сюжет
- Слоган фильма: «Семья стала чужой, а чужие стали семьёй.»

Хуан Перес владел плантацией сахарного тростника на Кубе. Когда всю частную собственность национализировали коммунисты, он сжёг свою плантацию, чтобы она никому не досталась. За это он получил тюремный срок в 20 лет. В США у него осталась семья — жена Кармела и дочь Тереза.
Проходит время — его тюремный срок заканчивается, и вместе с группой беженцев он возвращается в США. Но жена, и дочь, на которых он рассчитывал как на семью, неожиданно оказываются для него чужими людьми — они не узнают его, и Хуану приходится искать себе новую семью.
Во время возвращения в Америку Хуан знакомится с женщиной Дотти Перес, которая раньше была проституткой. У Хуана и Дотти одинаковая фамилия — Перес, и для того, чтобы остаться в США, им приходится изображать мужа и жену, а иммиграционные службы в действительности считают их настоящей семьёй.

## В ролях
- Мариса Томей — Дорита Эвита Перес
- Альфред Молина — Хуан Рауль Перес
- Анжелика Хьюстон — Кармела Перес
- Чезз Палминтери — лейтенант Джон Пирелли
- Трини Альварадо — Тереза Перес
- Селия Круз — Луз Пат
- Винсент Галло — Орландо
- Диего Вальраф — Анхель Диаз